# Anatoliy Solovianenko
Anatoliy Solovianenko (đôi khi chuyển tự thành Anatolii Solovyanenko; tiếng Ukraina: Анатолій Борисович Солов'яненко; tiếng Nga: Анатолий Борисович Соловья́ненко) (25 tháng 9 năm 1932 - 29 tháng 7 năm 1999) là một ca sĩ tenor opera của Liên Xô, Nghệ sĩ Nhân dân Liên Xô (trước năm 1978), Nghệ sĩ nhân dân của Ukraina, và người được trao Giải thưởng quốc gia Shevchenko.
Ông sinh ra trong một gia đình khai thác mỏ ở Donetsk và tốt nghiệp Học viện Bách khoa Donetsk năm 1954. Ông cũng học âm nhạc với Alexander Korobeichenko từ năm 1950. Solovianenko bắt đầu sự nghiệp của mình ở Donetsk, nơi nay đã có một tượng đài trong ký ức của ông. Ông đã thực hiện 12 buổi trình diễn tại Nhà hát Opera Thành phố ở Kiev, sau đó tốt nghiệp Nhạc viện Kiev năm 1978. Trong 30 năm, ông là nghệ sĩ độc tấu tại Nhà hát Ballet và Nhà hát Balet quốc gia Taras Shevchenko ở Kiev, và biểu diễn tại Expo 67 tại Montreal. Trong mùa giải 1977-78, Solovianenko biểu diễn với tư cách là nghệ sĩ độc tấu tại Nhà hát Opera Thành phố New York. Ông cũng biểu diễn với tư cách nghệ sĩ độc tấu cho Đoàn nhạc Alexandrov Ensemble trong chuyến lưu diễn ở Anh năm 1988, hát "Kalinka" và các bài hát khác. Ông đã thu âm được 18 bản tình ca, chuyện tình và các bài hát.

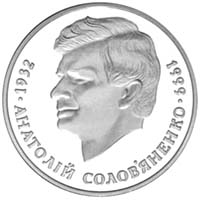
Memorial coin issued by National Bank of Ukraine

## Cuộc đời và sự nghiệp
Anatoliy Solovianenko sinh ra ở Donetsk (Stalino vào thời điểm đó) vào ngày 25 tháng 9 năm 1932 vào một gia đình của một nhà khai thác mỏ. Năm 1954, ông tốt nghiệp Đại học Kỹ thuật Donetsk, sau này, cũng tại nơi đây, ông là giảng viên đồ họa kỹ thuật.
Ông bắt đầu học hát vào năm 1950 từ Alexander Korobeychenko, Nghệ sĩ danh tiếng của Cộng hòa Sô Viết Nga. Thành công trong một chương trình tài năng nổi tiếng năm 1962 đã dẫn đến lời mời hát tại Nhà hát Opera Quốc gia của Ukraine. Nhưng trước khi bắt đầu làm việc tại National Opera, Solovyanenko đã giành được cuộc thi ca sĩ trẻ tại La Scala của Milan, và đã học ở đó ba năm (1963-1965). Anh trở thành ca sĩ Soviet đầu tiên nhận được lời mời trình diễn tại Nhà hát Opera Thành phố ở New York. Bắt đầu từ năm 1965 Solovyanenko biểu diễn với Nhà hát Opera Quốc gia của Ukraine. Năm 1967, ông được trao tặng danh hiệu Nghệ sĩ danh dự của Ukraine, và năm 1975 là bậc của Nghệ sĩ nhân dân Liên Xô.
Ông tốt nghiệp Nhạc viện Kiev năm 1978. Là nghệ sĩ độc tấu của National Opera, Anatoliy Solovyanenko đã hát 18 phần, trong đó có: Duke (Rigoletto), Alfredo (La Traviata), Tenor (Requiem), Edgar (Lucia di Lammermoor), Rodolfo (La Boheme), Kavarosen (Tosca), Faust (Faust), Lenskiy (Yevgeniy Onegin), Pretender (Boris Godunov), Andrey (Zaporozhec across the Danube) và bài người khác nữa. Anatoliy Solovyanenko đã lập gia đình và có hai người con trai, Andrey và Anatoliy.
Anatoliy Solovyanenko qua đời đột ngột vì một cơn đau tim vào ngày 29 tháng 7 năm 1999. Trong số các quan chức chính phủ khác nhau tham dự tang lễ của ông là Tổng thống Leonid Kuchma,, vài tháng sau đó, vào tháng 12 năm 1999 Nhà hát Opera và Ballet Học thuật Donetsk được đổi tên thành danh dự của Nội các Ucraina. Năm 2001, một bức tượng của ca sĩ được cài đặt tại Kozin (trong vùng Kyivska oblast), nơi ông được chôn cất.